# Chrást (district de Příbram)
Pour les articles homonymes, voir Chrást.
Chrást (en allemand : Chrast) est une commune du district de Příbram, dans la région de Bohême-Centrale, en République tchèque. Sa population s'élevait à 215 habitants en 2020.

## Géographie
Chrást se trouve à 5 km au nord de Březnice, à 11 km au sud-sud-ouest de Příbram et à 64 km au sud-sud-ouest de Prague.
La commune est limitée par Rožmitál pod Třemšínem au sud-ouest, à l'ouest et au nord, par Modřovice au nord, par Tochovice à l'est, et par Horčápsko et Březnice au sud.

## Histoire
La première mention écrite de la localité date de 1379.

## Administration
La commune se compose de quatre quartiers :
- Chrást
- Lisovice
- Namnice
- Oslí

## Transports
Par la route, Chrást se trouve à 4,7 km de Březnice, à 16,5 km de Příbram et à 70 km de Prague.